# Aurel Maria Baros
Aurel Maria Baros (né le 6 mars 1955, dans le județ d'Argeș, en Roumanie) est romancier, poète et directeur d’une maison d'édition. Il appartient à la génération 80.
Il a suivi les cours du lycée Matei Basarab et de l'académie des études économiques de Bucarest.
Il a travaillé à la mairie de Bucarest et à l'Union des écrivains de Roumanie (comptable en chef).
Depuis 1990, il est le directeur de La maison d'édition AMB. Conseiller éditorial de la revue Cuvântul, depuis 2006.
Membre de l'union des écrivains de Roumanie (depuis 1990).
Membre du bureau directeur de l’association des écrivains de Bucarest (depuis 2005).

## Œuvres
Il a débuté en 1972 avec la publication de quelques poèmes dans la revue littéraire du lycée Matei Basarab de Bucarest.

### Romans
- Pământul ne rabdă pe toți (La terre nous supporte tous), Editura Cartea Românească, 1986
- Calea dragostei și-a morții peste care treci o dată (Chemin d’amour et de mort qu’on ne prend qu’une fois), Editura Cartea Româneasca, 1990 (deuxième édition, AMB, 1991)
- Vortex, en cours de parution

### Nouvelles
- La furat de fete mari (Passez au rapt des jeunes filles en fleur), AMB, 1994

### Poésie
- Software d'amour, AMB, 1996

La prose et les poèmes d'Aurel Maria Baros ont été traduits en français, anglais, allemand, russe.

### Revues
Il a publié de la prose et des articles dans la plupart des revues littéraires roumaines, parmi lesquelles România Literară, Luceafărul, Viata românească, Vatra, Orizont, Tomis, Suplimentul literar și artistic, Argeș , Tribuna, Steaua etc.

## Prix et distinctions

### Prix littéraires
- 1986 : Pământul ne rabdă pe toți (La terre nous supporte tous)
- Le Prix du Premier Roman de l’Union des Écrivains de Roumanie, de la Fondation Liviu Rebreanu
- Le Prix de la revue Argeș

### Festivals internationaux
- 1996 : Vélès (République de Macédoine)
- 1997 : Neptun (Roumanie)
- 2006 : Galați (Roumanie)
- 2006 : Teranova (France)